# Ferdinand von Tiesenhausen

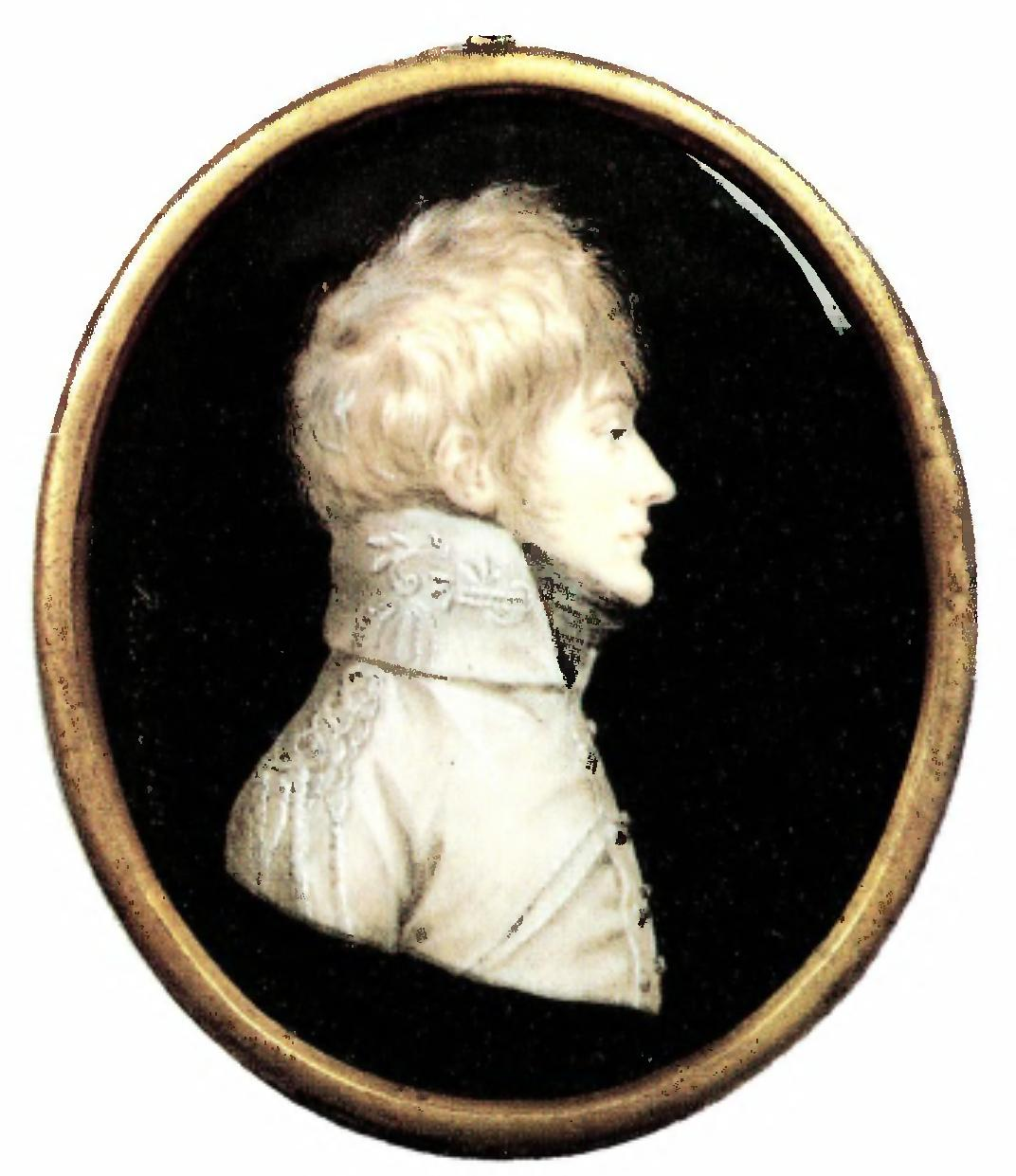
Ferdinand von Tiesenhausen

Berend Gregor Ferdinand Graf von Tiesenhausen (russisch Фёдор (Фердинанд) Иванович Тизенгаузен; * 21. Maijul. / 1. Juni 1782greg. in Reval; † 21. Novemberjul. / 3. Dezember 1805greg. in Straßendorf) war ein Flügeladjutant Zar Alexanders I., der in der Schlacht bei Austerlitz fiel.

## Herkunft

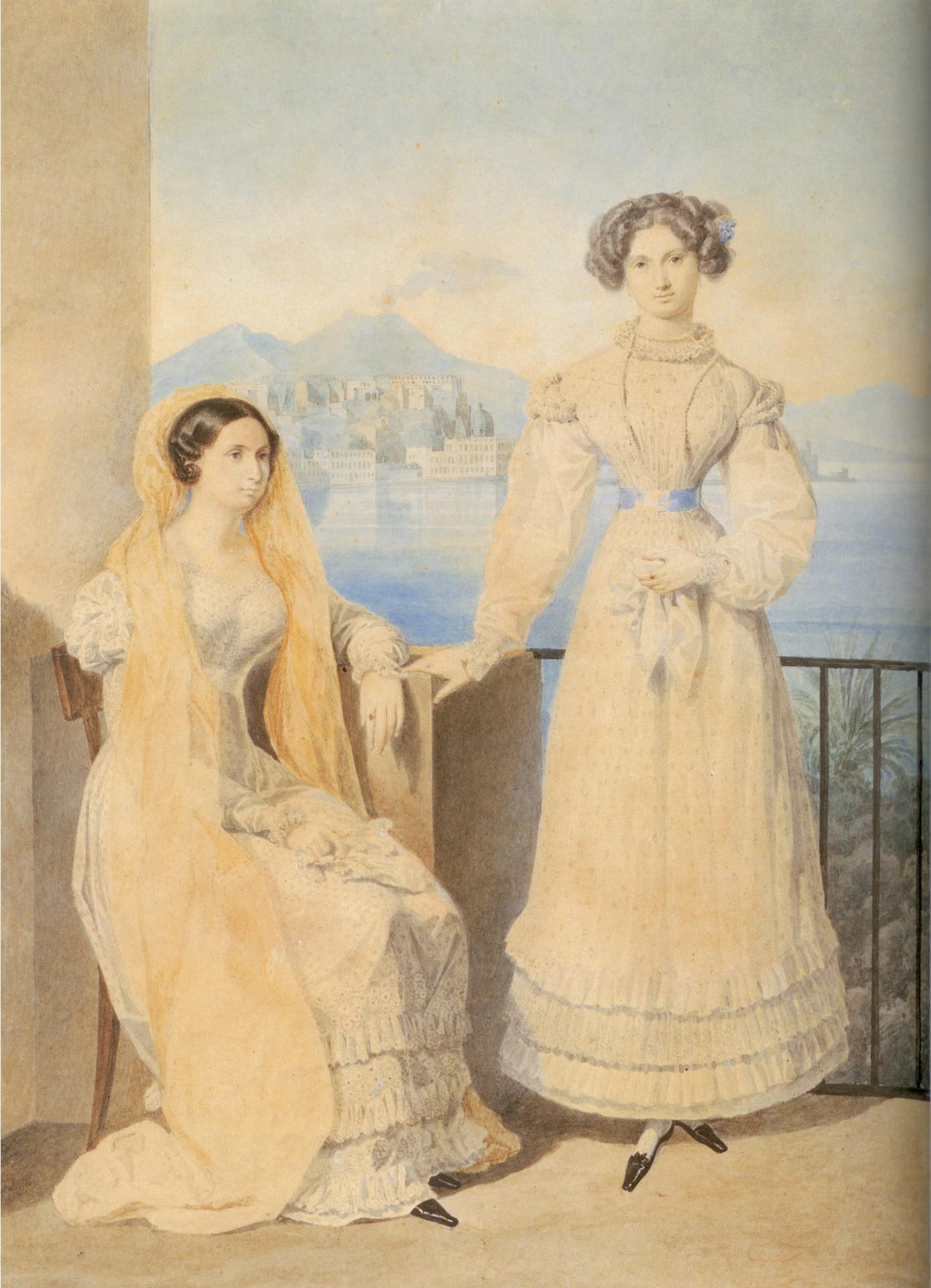
Die Schwestern Tiesenhausen auf einem Gemälde von Alexander Brullov um 1825

Ferdinand stammte aus dem deutschbaltischen Adelsgeschlecht von Tiesenhausen. Seine Eltern waren Hans Heinrich von Tiesenhausen (* 30. Januar 1741; † 20. Mai 1815) und dessen Ehefrau Katharina Frederike von Stackelberg (* September 1753; † März 1826).

## Leben
Tiesenhausen schlug die militärische Laufbahn ein und kämpfte in der Schlacht bei Austerlitz, bei der sein Schwiegervater den Oberbefehl über die russischen Truppen hatte. Als er, mit einer vorher zu Boden gefallenen schweren Fahne in der Hand, bei einer Gegenattacke voranstürmte, wurde er schwer verwundet. Als Napoléon ihn nach der Schlacht in sein Fahnentuch eingehüllt liegen sah, soll er ausgerufen haben: „Quelle belle mort!“ („Welch’ schöner Tod!“). Die „Heldentat“ Tiesenhausens hat Leo Tolstoi später in seinem Roman Krieg und Frieden als Tat Andrej Bolkónskis verarbeitet.
Der Verletzte wurde in das Gasthaus der Familie Malík in Straßendorf gebracht. Dort erlag er wenig später seinen schweren Verletzungen. Sein Leichnam wurde im Garten des Gasthauses beigesetzt. Im Frühjahr 1806 wurde die Leiche auf Anweisung seines Onkels exhumiert und von seinem Bruder in seine estnische Heimat nach Reval überführt. Tiesenhausen erhielt dort als Grabmal einen aus verschiedenfarbigem Marmor errichteten Obelisken im Tallinner Dom. In Straßendorf steht am ehemaligen Grab ein Kreuz mit einer russischen und einer tschechischen Inschrift.

## Familie
Er war verheiratet mit Elisabeta Michailowna Golenischtschewa-Kutusowa, Fürstin von Smolensk (1783–1839), Tochter von Generalfeldmarschall Fürst Michail Illarionowitsch Kutusow, mit der er zwei Töchter bekam.
Seine Tochter Dorothea (1804–1863) heiratete 1821 den österreichischen General und Staatsmann Karl Ludwig von Ficquelmont. Die ältere Tochter Catherine (1803–1868) wurde Hofdame in Sankt Petersburg.